# گرانادا، کالیفرنیا
گرانادا (به انگلیسی: Grenada) یک منطقهٔ مسکونی در ایالات متحده آمریکا است که در شهرستان سیسکیو، کالیفرنیا واقع شده‌است. گرانادا ۱٫۳۳۹ کیلومتر مربع مساحت و ۳۶۷ نفر جمعیت دارد و ۷۸۶٫۰۹ متر بالاتر از سطح دریا واقع شده‌است.